# Храмойкина, Дарья Сергеевна
Дарья Сергеевна Храмойкина (род. 24 марта 2001 года, Алтайский край, Россия) — российская дзюдоистка, вице-чемпионка России 2023. Мастер спорта.

## Биография
Дарья родилась в городе Барнаул, что в Алтайском крае, Россия. Начала заниматься дзюдо с первого класса начальной школы в спортивной школе олимпийского резерва «Олимпия» города Барнаул под руководством своих первых тренеров Олега Зайцева и Оксаны Блиновой. С 2021 года тренируется в Кемерово и представляет Кемеровскую область с Алтайским краем на всероссийских турнирах.

## Спортивная карьера
В 2013 году она выиграла свой первый региональный турнир — первенство Сибирского федерального округа среди кадетов. В 2018 году стала бронзовой медалисткой первенства России среди юниоров в весовой категории до 70 кг. В июле 2021 года Дарья выиграла первенство страны среди дзюдоистов до 23 лет в весе до 70 кг. В августе 2021 года добыла бронзовую медаль Кубка Европы среди взрослых в Оренбурге. В сентябре 2021 года финишировала первой на первых Играх стран СНГ в Казани. В ноябре 2021 года стала обладательницей серебряной медали в командном первенстве Европы до 23 лет в Будапеште (Венгрия). В конце 2021 года она выиграла Кубок России в Грозном. В апреле 2022 года во второй раз стала победительницей первенства России до 23 лет в Тюмени. В августе 2022 года Храмойкина успешно выступила на Всероссийской спартакиаде, одолев в финале Яну Полякову из Свердловской области. В ноябре 2022 года была третьей на чемпионате России в Екатеринбурге. В марте 2023 года стала в третий раз чемпионкой России среди спортсменок до 23 лет. В июне 2023 года была участнице Гран-при Душанбе и двух турниров серии «Большой шлем» в Астане (Казахстан) и Улан-Баторе (Монголия). В сентябре 2023 года Храмойкина дошла до финала чемпионата страны в весе до 70 кг, а также участвовала на турнире большого шлема в Баку (Азербайджан). Месяцем позже неудачно выступила на Большом шлеме в Абу-Даби (ОАЭ). В ноябре 2023 года впервые попробовала свои силы на чемпионате Европы, который прошёл во французском городе Монпелье.

## Спортивные результаты
- Первенство России среди юниоров 2018 — ;
- Первенство России до 23 лет 2021, 2022, 2023 — ;
- Игры стран СНГ 2021 — ;
- Первенство Европы до 23 лет 2021 —  (команда);
- Кубок России 2021 — ;
- Всероссийская спартакиада 2022 — ;
- Чемпионат России 2022 — ;
- Чемпионат России 2023 — ;
- Игры БРИКС 2024 — ;[18]
- 2025 «Russian judo Tour» 2025 (Челябинск) — ;[19]

## Личная информация
Дарья тренируется и живет в Кемеровской области. Ее хобби играть в баскетбол, помимо этого, предпочитает наблюдать за биатлоном и лыжными гонками.